# Estany dels Meners de la Coma
Estany dels Meners de la Coma är en sjö i Andorra. Den ligger i parroquian Canillo, i den norra delen av landet nära gränsen till Frankrike. Estany dels Meners de la Coma ligger 2 627 meter över havet.
I trakten runt Estany dels Meners de la Coma förekommer i huvudsak kala bergstoppar och gräsmarker.